# Rødbenet lynggræshoppe
Rødbenet lynggræshoppe (Omocestus rufipes) er en græshoppeart som tilhører familien markgræshopper (Acrididae).

## Beskrivelse
Udvoksede hanner bliver op til 11-17 mm lange, mens hunnerne når 13-23 mm. De kan træffes fra tidlig juni til sen oktober i enge, åbne græsmarker og solrige skovlysninger. De spiser hovedsageligt græsser.
Deres kropsfarve varierer fra lysebrun til næsten sort. Rygsiden er normalt beige hos hanner, og brun eller grøn hos hunner. Rygsiden af første kropsled har en hvid kant. Hos udvoksede dyr er spidsen af bagkroppen rødlig eller orange på undersiden. Spidsen af maxillarpalpen er næsten hvid.
Æggene lægges i klumper lige under jordoverfladen eller i planterødder. Nymferne kommer frem i april eller maj.

## Udbredelse
Græshoppen findes i det meste af Europa og områder i Asien og Nordafrika.
Den findes i de sydlige dele af Sverige og Norge, men var indtil 2014 ikke fundet i Danmark. Den blev imidlertid i 2014 fundet på øen Romsø i Storebælt. Arten var meget talrig på nordsiden af øen, og den har med stor sandsynlighed levet der i meget lang tid. Det er sandsynligt, at arten er overset hist og her i Danmark, da sangen minder en hel del om sangen hos den nært beslægtede Lynggræshoppe (Omocestus viridulus), som også ligner meget i udseende.

## Billedgalleri
- Han
- Han
- Hun